# Тибетский Дом в Москве
Тибетский дом в Москве — региональная общественная организация, занимающаяся изучением и сохранением культуры Тибета. Основана в 2004 году под патронажем Далай-ламы XIV и располагается на Рождественском бульваре в Москве. Основательницей и президентом организации является галерист Елена Врублевская: часть проектов реализуется в сотрудничестве с её галереей.

## История
Первый Тибетский дом был основан Далай-ламой XIV в Дели в 1956 году, впоследствии аналогичные организации открылись в разных городах мира: Нью-Йорке, Мехико, Лондоне, Франкфурте, Барселоне, Токио, Будапеште, Лугано.
В 2003 году в Москве, в галерее Елены Врублевской выступил Роберт Турман, американский тибетолог, профессор Колумбийского университета и основатель Тибетского дома в Нью-Йорке. Он одобрил идею открытия организации в России. В 2004 году Тибетский дом начал свою работу в одном здании с галереей. Постепенно московский Тибетский дом стал известен как благотворительная организация по поддержке культуры Тибета, курирующая тематические выставки, визиты в Москву тибетских лам, лекции ученых-тибетологов, путешественников и деятелей искусства со всего мира, а также издаёт специальную литературу.

## Мероприятия
В октябре 2004 года прошло первое мероприятие Тибетского дома в Москве — фестиваль «Тибет: традиции, искусство, философия» с визитом Ричарда Гира и выставкой его фотографий из путешествий по Тибету, Индии и Непалу. Также состоялись лекция Роберта Турмана по культуре буддизма, выставки тибетских масок, кукол и буддийских священных реликвий.
Следующий культурный фестиваль Тибетский дом организовал в 2005 году. Специальным гостем концерта в Международном доме музыки стал Борис Гребенщиков, также выступили монахи индийского монастыря Гьюдмед (Карнатака) c традиционным обертонным пением, коллективы из Калмыкии, Бурятии, Тывы (в том числе «Хуун-Хуур-Ту»), Непала и Тибета.

## Проекты
Среди основных проектов Тибетского дома: лекции, кинопоказы, телевизионные сюжеты о буддизме и политической ситуации в Тибете, организация традиционных тибетских праздников, такие как день рождения Далай-ламы и Тибетский Новый год — Лосар. Помимо Роберта Турмана, с лекциями выступали учёные из разных стран мира: американский тибетолог Александр Берзин, исследователь шаманизма Алан Франсис, британский специалист по тибетскому искусству Роберт Бир, российский переводчик и литератор Борис Ерохин.
Тибетский дом в Москве — организатор съёмок и правообладатель документального фильма 2007 года «Бутанский прозрачный лама» о жизни ламы Цечу Ринпоче, учителя школы тибетского буддизма Карма Кагью, чьим последователем на Западе стал датский религиозный деятель Оле Нидал. Также организация приняла участие в съёмке ряда телесюжетов о Тибете, среди которых интервью с Лобсангом Сенге, главой правительства Тибета в изгнании, с XVII Кармапой Ургьен Тринле Дордже, репортаж канала «РЕН ТВ» «Операция реинкарнация» о Далай-ламе.
В 2007 году организация спонсировала установку буддийской ступы во дворе музея Рерихов, содержащей частицу мощей Будды. В 2016 году, в связи с передачей зданий усадьбы Лопухиных Музею Востока, где находится музей Рерихов, распространялась информация о возможном сносе ступы, однако представители Министерства культуры и Музея Востока её опровергли.
Другие благотворительные проекты, курируемые Тибетским домом в Москве: проект RENEW в помощь женщинам, пережившим насилие (Бутан), школа «Нгон Га» для тибетских детей с особенностями развития (Дармсала, Индия), отель при монастыре Гьюдмед, ретритный центр в Карелии.
Среди книг, изданных при поддержке Тибетского дома — энциклопедический словарь профессора Валерия Андросова «Индо-тибетский буддизм», книги Роберта Турмана «Тибетская книга мёртвых» и «Бесконечная жизнь», «Энциклопедия тибетских символов и орнаментов» Роберта Бира, а также книги, посвящённые политической ситуации: «Почему Тибет в огне» и «Тибет не был частью Китая, политика срединного пути остается единственным эффективным решением».